# 伊什特萬四世

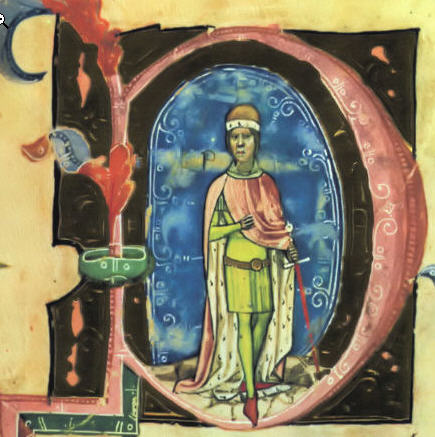
描繪在匈牙利編年史中的伊什特萬四世

伊什特萬四世（匈牙利語：IV. István;約1133年—1165年4月11日），阿爾帕德王朝匈牙利及克羅地亞國王（1163年在位）。貝拉二世與其妻子塞爾維亞公主伊洛娜所生的第三子，蓋薩二世及拉斯洛二世的弟弟。

## 早年
1157年，伊什特萬得到舅父貝洛斯支持，意圖推翻兄長蓋薩二世。當蓋薩二世平定此次叛亂，伊什特萬出逃至神聖羅馬帝國投靠腓特烈一世，蓋薩二世派出使者承諾襄助神聖羅馬帝國出兵米蘭公國，以換取他不支持伊什特萬。伊什特萬只好逃至君士坦丁堡。1159年，次兄拉斯洛亦意圖推翻蓋薩二世，失敗後，亦逃至君士坦丁堡。1162年，蓋薩二世逝世，由他的15歲長子伊什特萬三世繼承王位。

## 統治期間
拜占庭帝國科穆寧王朝的皇帝曼努埃爾一世賄賂匈牙利的領主們支持伊什特萬，但是匈牙利領主們並不希望受曼努埃爾一世操控的伊什特萬繼承王位，傾向支持兄長拉斯洛二世繼位。拉斯洛二世遂繼承王位。伊什特萬三世加冕六星期後，他的黨羽於考普堡大敗，伊什特萬三世被迫出逃奧地利。
1162年7月，拉斯洛二世即位後，將三分之一的領土賜給伊什特萬四世為公國，並下令伊什特萬四世為他的繼承人。拉斯洛二世於1163年1月14日逝世，其弟伊什特萬四世繼承王位。
伊什特萬四世得不到匈牙利領主們的支持，他們密謀推翻伊什特萬四世，並請伊什特萬三世回國復位。伊什特萬四世知悉後，曼努埃爾一世立即於同年3月派兵到匈牙利。然而，有消息傳出皇家衛隊已穩定伊什特萬四世的王位，所以將拜占庭援軍送回。但是當拜占庭援軍出了匈牙利邊境，一場叛亂爆發，年青的伊什特萬三世得到神聖羅馬帝國皇帝腓特烈一世的批准帶領德意志僱傭兵及一班叛亂的領主發動推翻伊什特萬四世的政變，一場決戰於1163年6月19日於塞克什白堡進行，伊什特萬四世大敗並被俘。伊什特萬三世聽從艾斯特根主教盧卡奇的建議，釋放叔父伊什特萬四世，並將他逐出匈牙利。

## 晚年
當伊什特萬四世被逐出匈牙利後，他到了拜占庭帝國與曼努埃爾一世見面，伊什特萬四世提議曼努埃爾一世支持他回國復位，曼努埃爾一世首肯，他不單提供金錢援助，亦動員準備出兵匈牙利。可惜不久，曼努埃爾一世意識到伊什特萬四世是不可能再度統治匈牙利，所以他與年輕的伊什特萬三世於貝爾格萊德議和，伊什特萬三世不惜割地以換取曼努埃爾一世不再支持其叔父回國復位。伊什特萬三世很快便破壞和約，伊什特萬四世當時身在波摩萊，他迅即得到附近地區的原居民支持，與曼努埃爾一世一同出兵入侵匈牙利。伊什特萬三世此時得到國外的軍事協助，迫使曼努埃爾一世與他再簽訂和約，承諾不再支持其叔父回國復位。1165年春天，伊什特萬三世再次破壞和約，入侵拜占庭帝國，伊什特萬四世被迫退到澤蒙城堡。伊什特萬三世圍攻城堡，有傳言圍攻軍隊收買伊什特萬四世的黨羽毒害伊什特萬四世，伊什特萬四世最终於1165年4月11日暴斃，城堡轉眼間被攻陷，伊什特萬四世的屍體存放在當地教堂，直至某日才運回塞克什白堡安葬。

## 家庭
伊什特萬四世娶了曼努埃爾一世兄長伊薩克·科穆寧的女兒，兩人並無子女。
| 伊什特萬四世 阿爾帕德王朝出生于：約1133年逝世於：1165年4月11日 | 伊什特萬四世 阿爾帕德王朝出生于：約1133年逝世於：1165年4月11日 | 伊什特萬四世 阿爾帕德王朝出生于：約1133年逝世於：1165年4月11日 |
| 統治者頭銜                                                     | 統治者頭銜                                                     | 統治者頭銜                                                     |
| -------------------------------------------------------------- | -------------------------------------------------------------- | -------------------------------------------------------------- |
| 前任者： 拉斯洛二世                                            | 匈牙利國王 1163年                                              | 繼任者： 伊什特萬三世                                          |